# توزیع دم‌کلفت
دم‌کلفت در علم آمار و احتمالات به دسته‌ای از توابع توزیع احتمال اطلاق می‌شود که کشیدگی بزرگی دارند. در چنین تابعِ توزیعی، مقادیری که از مقدار میان‌گین فاصلهٔ زیاد دارند (و بنابراین اصطلاحِ «دُم» به آن‌ها اطلاق می‌شود)، نسبتاً محتمل اند. به ویژه دم‌کلفتی یک تابع توزیع در مقایسه با یک توزیع نرمال تعیین می‌گردد. دم تابع توزیع نرمال به شکل نمایی است در حالیکه که توابع دم‌کلفت در فواصل دور از میان‌گین، به صورت توانی کاهش می‌یابند. به صورت ریاضی توزیع متغیر تصادفی X دم‌کلفت خوانده می‌شود اگر:
{\displaystyle \Pr[X>x]\sim x^{-\alpha }{\mbox{  }}x\to \infty ,\qquad \alpha >0.\,}
که معادل است با:
{\displaystyle f_{X}(x)\sim x^{-(1+\alpha )}{\mbox{  }}x\to \infty ,\qquad \alpha >0.\,}
که در آن {\displaystyle f_{X}(x)} تابع چگالی احتمال است. بعضی مواقع اصطلاح دم‌کلفت فقط برای توابعی به کار می‌رود که برای آنها
{\displaystyle 0<\alpha <2.}
(توابعی که واریانس واگرا دارند).